# Niklas Weller
Niklas Weller (* 22. Mai 1993) ist ein deutscher Handballspieler. Er steht beim Handball Sport Verein Hamburg unter Vertrag.

## Karriere
Weller begann seine ersten Schritte im Handball in der Jugendabteilung des TSV Altenholz. Von 2010 bis 2012 spielte er für den THW Kiel. Nach seinem Abitur wechselte Niklas zum TSV Ellerbek. Während dieser Zeit besuchte er 2014 im Rahmen seines Studiums für ein Semester die Universität Sydney zu der auch der erfolgreichste Handballverein Australiens – der Sydney University Handball Club – gehört. Mit diesem konnte er beim Super Globe in Katar teilnehmen. Der Kreisläufer kam im Sommer 2015 von Ellerbek zur damaligen 2. Mannschaft des Handball Sport Vereins Hamburg in die Oberliga. Am Aufstieg in die 3. Liga hatte er einen großen Anteil. Dadurch wurde der Grundstein für den Neustart des wegen Insolvenz der Betriebsgesellschaft vom Insolvenzverwalter zurückgezogenen Vereins gelegt. Weller entwickelte sich zu einem Top-Spieler der 2. Handball-Bundesliga und wurde  Kapitän der Mannschaft von Trainer Torsten Jansen. Weller ist der einzige Spieler, der aus der damaligen Oberliga-Mannschaft noch im Kader des aktuellen Bundesligisten steht. Mit dem Handball Sport Verein Hamburg stieg er 2021 in die Bundesliga auf.

## Privates
Der Schritt von Kiel nach Hamburg zum TSV Ellerbek war vordergründig seinem Studium geschuldet. Neben Handball spielte seine Doktorarbeit im Bereich der Rechtswissenschaften eine wichtige Rolle. An eine Karriere im Profihandball hat er zu diesem Zeitpunkt nicht gedacht.